# Al Fahad
Die Al Fahad war ein 1966 als Free Enterprise III in Dienst gestelltes Fährschiff der in Saudi-Arabien ansässigen Reederei Sadaka Shipping Lines, das seit 1986 zwischen Dschidda und Sues im Einsatz stand. Im März 2004 lief das Schiff bei Dschidda auf Grund und wurde aufgegeben. Ihr bis heute erhaltenes Wrack entwickelte sich zu einem beliebten Fotomotiv.

## Geschichte
Die Free Enterprise III wurde am 23. November 1965 unter der Baunummer 538 in der Werft von I.C.H. Holland (Gusto Yard) in Schiedam auf Kiel gelegt und lief am 14. Mai 1966 vom Stapel. Nach ihrer Ablieferung an Townsend Car Ferries am 21. Juli 1966 nahm sie am Folgetag den Fährdienst von Dover nach Calais auf. Im Januar 1967 wechselte das Schiff auf die Strecke von Dover nach Zeebrugge.
1968 fusionierte Townsend Car Ferries mit der Reederei Otto Thoresen zu Townsend Thoresen. Im November desselben Jahres wurde die Free Enterprise III bei einer Kollision mit einem Chemietanker und dem anschließenden Auflaufen von Chemikalien beschädigt. Nach Reparatur- und Umbauarbeiten stand das Schiff seit Juni 1970 wieder zwischen Dover und Calais im Einsatz. Im Oktober 1980 wurde die Fähre ausgemustert, kehrte aber im Juni 1981 unter Charter von Sealink kurzzeitig auf die Dover-Calais-Route zurück. Anschließend stand sie auf wechselnden Routen im Einsatz, ehe sie ab Januar 1983 erneut auflag.
Nach einer Umbenennung in Tamira im August 1984 und dem Verkauf nach Malta wurde das Schiff, das sich bereits in seinem neuen Heimathafen Valletta befand, im Oktober 1984 an die Isle of Man Steam Packet Company verkauft und als Mona’s Isle nach Schottland überführt. Nach Umbauarbeiten nahm sie am 5. April 1985 den Dienst zwischen Douglas und Heysham auf. Trotz eines Anpassens der Laderampen für den neuen Einsatzort erwies sich die Fähre als unrentabel, weshalb sie bereits im Oktober 1985 aufgelegt wurde.
Neuer Eigner wurde im März 1986 die Sadaka Shipping Lines mit Sitz in Dschidda. Das nun in Al Fahad umbenannte Schiff traf im April 1986 im Roten Meer ein und nahm im selben Jahr den Fährdienst zwischen Dschidda und Sues auf. Im November 1990 erlitt die Al Fahad durch Grundberührung Beschädigungen am Ruder und verlor einen Propeller. Nach Reparaturarbeiten in Sues kehrte sie im Dezember 1990 in den Dienst zurück. Am 22. Juli 1998, auf den Tag genau 32 Jahre nach ihrer Indienststellung, beendete die Fähre ihre letzte planmäßige Überfahrt und wurde erneut aufgelegt.
Im März 2004 befand sich die Al Fahad etwa 35 Kilometer von Dschidda entfernt (ob sich das Schiff auf dem Weg zum Abbruch oder zu einem neuen Betreiber befand, ist nicht genauer bekannt), als sie nach Maschinenproblemen auf Grund lief. Das Schiff wurde aufgegeben und blieb mit Schlagseite an der Küste liegen. Das aufgegebene Wrack der Al Fahad entwickelte sich seitdem zu einem beliebten Fotomotiv. Auch zwanzig Jahre nach ihrem Schiffbruch ist die Fähre großteils erhalten, keiner ihrer Aufbauten oder der Rumpf ist bislang (Stand November 2024) eingestürzt.